# Jhunjhunu
Jhunjhunu (hindi:झुन्झुनू) – założone w XV wieku miasto w Radżastanie, w północno-zachodnich Indiach, stolica dystryktu Jhunjhunu. 100 476 mieszkańców (2001).